# Sarah Huckabee Sanders
Sarah Elizabeth Huckabee Sanders (Hope, 13 de agosto de 1982) é uma política norte-americana que serve como governadora do Arkansas desde janeiro de 2023. Sanders ocupou o cargo de Secretária de Imprensa da Casa Branca entre 2017 e 2019. Ela é filha do ex-governador do Arkansas e ex-presidenciável do Partido Republicano, Mike Huckabee e de Janet Huckabee.

## Biografia
Sarah Sanders nasceu em Hope, Arkansas, tendo sido a caçula e única filha de Mike Huckabee, ex-governador do Arkansas, e Janet Huckabee. Ela tem dois irmãos, John Mark e David Huckabee, um corretor de hipotécas imobiliárias do Arkansas. Ela frequentou a Little Rock Central High School de Little Rock, no Arkansas. Ela foi matriculada na Ouachita Baptist University em Arkadelphia, no Arkansas, onde ela foi eleita como presidente do corpo de estudantes daquela instituição e foi uma ativa militante do Partido Republicano em outras organizações e grupos estudantis, tendo ela obtido sua graduação em 2004.
Ela foi introduzida à política ainda criança, aos 10 anos, quando o seu pai concorreu pela primeira vez para o governo do Arkansas em 1992. Descrevendo a campanha mal sucedida do seu pai para o jornal The Hill, ela disse: "Ele não tinha muitos assessores, então nossa família teve que se engajar na campanha e dar apoio ao meu pai. Eu preenchia os envelopes, Eu batia de casa em casa, Eu colocava placas com o nome do meu pai nos quintais das casas." O seu pai descreveu a infância de sua filha, dizendo que "Eu sempre disse que, enquanto a maioria das crianças com sete ou oito anos estava pulando cordas, ela estava sentada na cozinha ouvindo conversas sobre política e analisando resultados de pesquisa." Huckabee também completou que, sendo ela a sua caçula, Sarah Sanders foi mimada algumas vezes, mas eles se empenharam para incutir a boa ética de trabalho em todos os seus filhos.

## Carreira
Sarah Sanders teve seu início na área política atuando como coordenadora de campo na campanha para a reeleição do seu pai para o Governo do Arkansas, em 2002. Posteriormente, ela trabalhou como representante regional para assuntos do Departamento de Educação do Congresso dos Estados Unidos durante a Presidência de George W. Bush. Ela também atuou como coordenadora de campo na campanha para reeleição do então presidente George W. Bush em Ohio, em 2004.
Sanders é sócia-fundadora da Second Street Strategies em Little Rock, no Arkansas, uma prestadora geral de serviços de consultoria. Ela trabalhou em campanhas políticas nacionais e em campanhas para o escritório federal no Arkansas. Sanders também atuou como vice-presidenteda Tsamoutales Strategies. Também atuou como diretora política nacional para o seu pai, Mike Huckabee, durante a campanha para escolha do candidato a Presidência dos EUA pelo Partido Republicado, em 2008. Ela trabalho como assessora sênior para Tim Pawlenty durante a corrida desse político para disputar a vaga de presidenciável em 2012. Ela se envolveu em campanhas para candidatos a senadores pelo Arkansas, gerenciando em 2010 a campanha de John Boozman e servindo como assessora de Tom Cotton em sua eleição de 2014. Em 2008, após a campanha de seu pai, ela trabalhou como diretora executiva da Huck PAC, um comitê de ação política. Ainda serviu como gerente nacional de campanha para a ONE Campaign, uma organização internacional dedicada a erradicação da pobreza e prevenção de doenças.
Em 2016, após gerenciar a campanha de seu pai, Mike Huckabee, na disputa para a vaga de presidenciável pelo Partido Republicano, ela assumiu cargo como assessora sênior na Campanha Presidencial de Donald Trump na Eleição Presidencial de 2016, cuidando das comunicações de campanha para coalizões políticas.

### Administração Trump

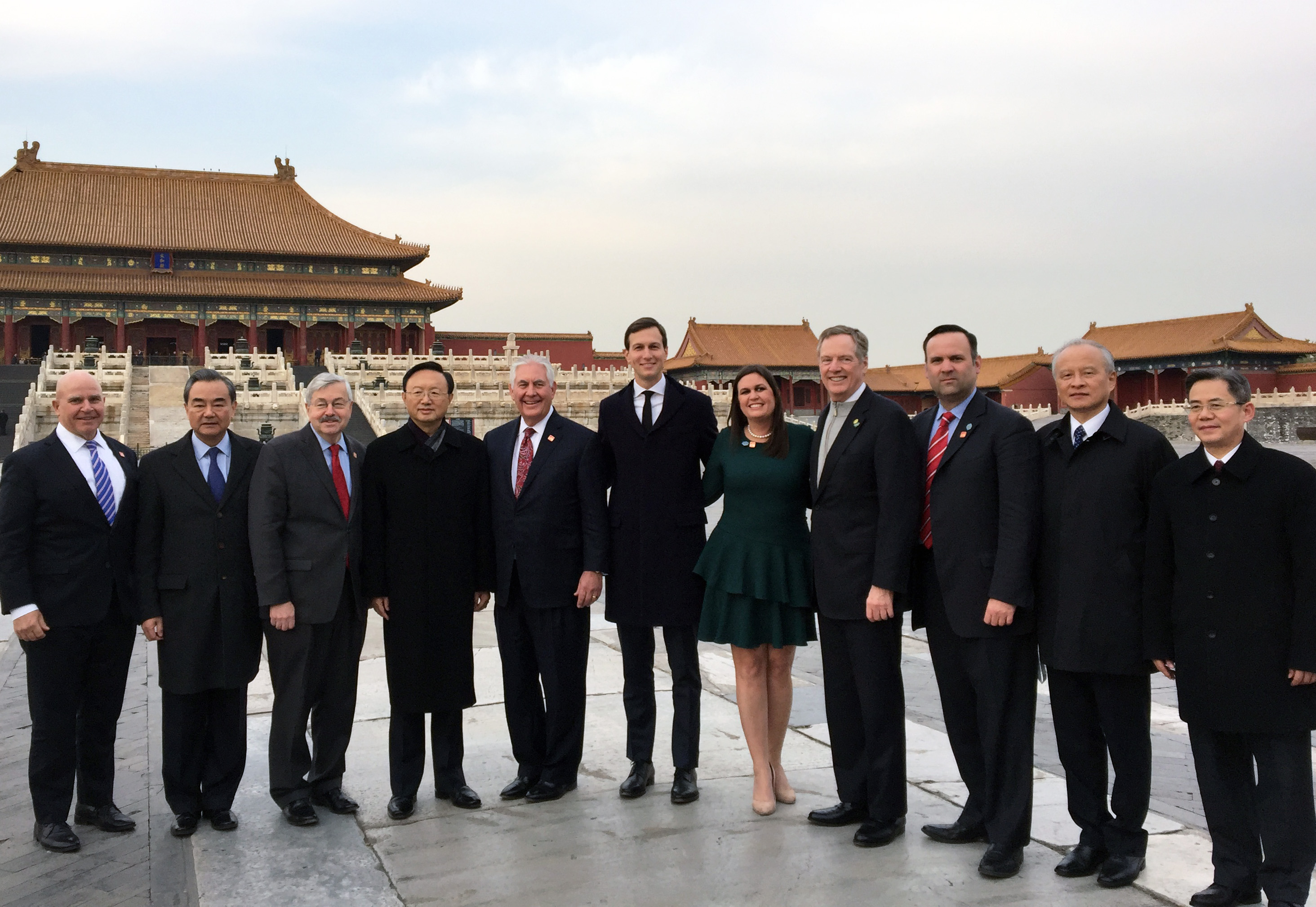
Sarah Huckabee Sanders com Rex Tillerson, Jared Kushner e Wang Yi em Pequim

Após a vitória de Donaldo Trump na Eleição Presidencial de 2016, Sanders foi nomeada para o cargo de Secretária de Imprensa Adjunta da Casa Branca na nova administração. Em 5 de maio de 2017 ela apresentou interinamente o seu primeiro briefing de imprensa da Casa Branca, cargo então ocupado oficialmente pelo Secretário de Imprensa Sean Spicer que estava a serviço para a Reserva Naval dos Estados Unidos. Ela seguiu na substituição temporária de Spicer até o seu retorno ao posto em 12 de maio. Ela esteve ao lado de Spicer também na ocasião dos comunicados relacionados à demissão do ex-diretor do FBI James Comey e na controvérsia subsequente. Na oportunidade, a sua defesa das ações da Administração Trump levou a algumas especulações de que o Presidente estava considerando promovê-la para substituir Spicer, que já havia comunicado que estava a sair do cargo. Embora essa especulação tenha sido refutada pelo seu pai na ocasião. Entretanto, em 26 de maio o The Wall Street Journal novamente sugeriu que Sanders estava sendo considerada uma possível substituta de Spicer, no contexto de mudanças mais amplas no quadro de funcionários da Casa Branca e da investigação das alegações de supostas comunicações entre a Administração Trump com o Governo da Rússia. Durante essa fase, ela continuou ocasionalmente a substituir Spice.
Em 27 de junho de 2017 durante um briefing de Imprensa, Sanders criticou a mídia, acusando ela de espalhar notícias falsas contra Donald Trump. Sanders citou um vídeo criado por James O'Keefe, em que ele flagrou supostas confissões de produtores jornalísticos que fomentariam notícias falsas. Embora ela não tenha comprovado a fidedignidade do vídeo naquele momento, afirmou que "encorajaria cada um dessa sala e, francamente, cada pessoa ao redor do país a dar uma olhada nisso aqui." O vídeo em questão apresenta um produtor jornalístico da CNN, John Bonifield, dizendo que a cobertura da CNN sobre acusações de supostas associações da campanha Trump para a Rússia são "essencialmente besteiras" e eram apenas empregadas e reiteradas na pauta jornalística da emissora para obter audiência de seu público.
Em 21 de julho de 2017, após o anúncio de demissão de Sean Spicer de seu posto, e de cumprir o seu período de aviso prévio, o recém-nomeado Diretor de Comunicações da Casa Branca, Anthony Scaramucci, anunciou que Sarah Sanders assumiria em caráter efetivo o cargo de Secretária de Imprensa da Casa Branca. Sanders foi a terceira mulher a ocupar o cargo depois de Dee Dee Myers em 1993 e de Dana Perino em 2007. Dez dias depois desse comunicado, Scaramucci foi demitido.

## Reconhecimento e cultura popular
Em 2010 Sanders foi mencionada pela revista Time como uma jovem personalidade em ascensão no mundo da política.
Assim como vários de seus colegas da Casa Branca que ocuparam o posto de porta-voz, ela foi também satirizada no programa humorístico Saturday Night Live.

## Vida pessoal
Sarah Sanders conheceu o seu marido, Bryan Chatfield Sanders, um consultor político do Partido Republicano, durante a campanha de seu pai em 2008. Ela na ocasião era diretora de campo, e Bryan Sanders havia sido contratado como consultor de mídia para a campanha. Bryan e Sarah se casaram em 25 de maio de 2010, na Igreja Luterana Nazareth, em Cruz Bay, na ilha de St. John, nas Ilhas Virgens Americanas. Em fevereiro de 2016 o casal fundou em sociedade a firma de consultoria política Second Street Strategies. Eles atualmente têm três filhos.